# 微收費
微收費，又称微付费，泛指牽涉金額細小的交易，但金額的具體標準尚未有統一的定義，例如PayPal便將微收費定義為少於12美元的交易。
微收費的概念現時開始被報章的網站版本所採用，例子包括美國的《華爾街日報》、香港和台灣的《蘋果日報》等。有別於劃一徵收較大金額的月費或年費，採用微收費的報章網站是按使用者瀏覽的文章逐篇收取細小金額的費用。